# Ompok javanensis
Ompok javanensis är en fiskart som först beskrevs av Hardenberg, 1938.  Ompok javanensis ingår i släktet Ompok och familjen malfiskar. Inga underarter finns listade i Catalogue of Life.